# Castle of Heroes
Castle of Heroes (OT: chinesisch 英雄之城, Pinyin Yīngxióng Zhī Chéng) war ein Browser-basiertes Fantasy-MMORPG und Strategie-Spiel, welches vom chinesischen Entwickler Suzhou Snail Electronic (Snail Games) entwickelt und in Europa von Gala-Net über das gPotato-Portal vertrieben wurde. In den Vereinigten Staaten wurde das Spiel unter dem Namen Heroes of Gaia veröffentlicht und wurde dort von Snail Games USA vertrieben. 2012 wurde der Spielbetrieb eingestellt.

## Spielszenario
Zu Beginn des Spiels wurden Spieler gefragt, welches Volk sie wählen möchten. Zur Auswahl standen Elben, Menschen, Orks oder Untote. Jedes Volk hatte dabei unterschiedliche Vorteile für Spieler – so konnten zum Beispiel die Menschen sehr früh Fernkampfeinheiten ausbilden und die Einheiten der Untoten ließen sich kostengünstiger ausbilden als die anderer Völker. Im weiteren Spielverlauf gab es weitere volksspezifische Vorteile zu entdecken. Nachdem das Volk ausgewählt war, wurde dem Spieler die Wahl überlassen, eine kurze Einführung durchzuspielen, welche ihm das Spiel näher brachte, ihn durch die grundlegenden Schritte des Spiels führte und erklärte, wie man Gebäude errichtet, Einheiten ausbildet und tägliche Quests annimmt. Sobald die Einführung beendet war, startete jeder Spieler mit einem blauen Helden (der denselben Namen trug wie der Charakter des Spielers). Weitere und vor allem höherwertige Helden konnten gegen die Spielwährung Gold in der Taverne angeheuert werden, sobald diese errichtet wurde.
Beim ersten Betreten der Spielwelt Gaia wurde dem Spieler zunächst eine einzelne Burg des gewählten Volkes zur Verfügung gestellt, die lediglich einen Palas besaß, der als Verwaltungszentrum der Burg diente. Weitere Burgen anderer Völker konnten im weiteren Spielverlauf eingenommen werden. Um Einheiten auszubilden, die Rohstoffproduktion zu erhöhen, an Kämpfen teilzunehmen und zusätzliche Helden anzuheuern, musste der Spieler diverse Gebäude errichten. Jedes Gebäude hatte eine Höchststufe von 10 und benötigte zunehmend mehr Zeit und Rohstoffe, um gebaut zu werden. Es gab im Spiel fünf Rohstoffe, die zum Bau von Gebäuden und Ausbilden von Einheiten benutzt wurden: Gold, Holz, Erz, Schwefel und Quarz. Die Rohstoffe wurden automatisch regeneriert, doch der Prozess konnte durch das Einnehmen von Minen und Erforschen von Zaubern gesteigert werden. Andere Browserspiele, die ein ähnliches Modell der Gebäudekonstruktion verwenden, sind unter anderem Caesary und Travian. Ein vergleichbares Spielprinzip findet man unter anderem beim PC-Spiel Heroes of Might and Magic.
Alle Aktionen, die außerhalb einer Burg ausgeführt wurden, benötigten sogenannte Aktionspunkte (AP). Aktionspunkte regenerierten mit einer Rate von 10 % der maximalen AP pro Stunde. Die maximale Anzahl der Aktionspunkte konnte durch eine Erhöhung von Ruhm angehoben werden. Der Ruhm stellte dabei den entscheidenden Faktor des Rangsystems von Castle of Heroes dar. Er wurde hauptsächlich durch Kämpfe und den Bau von Gebäuden und Einheiten erhöht. Nachdem die entsprechende Anzahl an Ruhm angesammelt wurde, erhielt ein Spieler einen neuen Rang, durch den die maximalen Aktionspunkte und entsprechend die stündliche Regeneration dieser erhöht wurden.
Castle of Heroes war ein MMORPG, und ein Spielserver hatte typischerweise zwischen mehreren Hundert und einigen Tausend aktiven Spielern. Wie die meisten MMORPGs wies Castle of Heroes eine auch bei Abwesenheit des Spielers beständige Spielwelt auf. Einheiten wurden weiterhin gebaut und Gebäude weiterhin errichtet, auch wenn Spieler ausgeloggt waren.

## Kampfsystem
Die meisten Inhalte in Castle of Heroes waren kampfbasiert. Kämpfe waren notwendig, um an Ausrüstungsgegenstände und Erfahrung zu gelangen, gegen NSC-Monster zu kämpfen, neue Burgen und Minen einzunehmen, feindliche Spieler anzugreifen und sich gegen diese zu verteidigen. Dem Helden wurden vom Spieler Einheiten zugeteilt, wonach er ausgesandt wurde, um Monster, Spieler oder andere Objekte auf der Weltkarte anzugreifen. Je mächtiger der Held des Spielers dabei war, desto größer war der Vorteil, den die von ihm befehligten Einheiten bekamen. Helden konnten zusätzlich mit Ausrüstung bestückt werden, um Attribute von ihm oder seinen Einheiten zu erhöhen, sowie mit Zaubersprüchen ausgestattet werden, um die Einheiten im Kampf zu unterstützen.
Sobald der Kampf begonnen hatte, begann ein 20-Sekunden-Countdown, der dem Spieler die Chance gab, den Kampf selbst zu befehligen oder die K.I. des Spiels kämpfen zu lassen. Ein Held hatte nach Ablauf des Countdowns drei Minuten Zeit, die gegnerischen Einheiten zu zerstören. Die Kampfoberfläche beinhaltete eine limitierte Zahl an Befehlen wie „Angreifen“, „Rückzug“, „Fokus“ (Nur die ausgewählte Einheit wurde angegriffen) und „Warten“ (Die Einheit hielt ein/wartete). Spieler konnten auch sogenannte Zauber verwenden, die zuvor im Magierturm erlernt und danach dem Helden beigebracht werden konnten. Der Held konnte dabei immer nur eine bestimmte Anzahl an Zaubern gleichzeitig besitzen.
Im Falle eines Sieges erhielt der Held Erfahrungspunkte, basierend auf der Anzahl der geschlagenen gegnerischen Einheiten, und möglicherweise Gegenstände oder Rohstoffe, abhängig vom besiegten Gegner. Wenn die Einheiten des Helden daran scheiterten, die gegnerischen Einheiten zu vernichten, zählte der Kampf als verloren und der Held erhielt nichts. In beiden Fällen wurden 60–80 % der besiegten Einheiten im Lazarett (Teil des Arena-Gebäudes) des Spielers wiederbelebt und konnten gegen eine kleine Menge Gold geheilt werden.

## Ziel des Spiels
In Castle of Heroes gab es, abhängig von den Vorlieben des Spielers, mehrere Ziele zu erreichen. Im Anfangsstadium des Spiels zielten Spieler zunächst auf das Erreichen von 1.000.000 Ruhm, um die maximale Anzahl an Helden, Minen (welche Rohstoffe erzeugten) und Aktionspunkten zu erreichen. Spieler wurden auch gemessen an der Gesamtgröße ihrer Armee (Einheitengröße), dem Helden mit den besten Kampfattributen und der Anzahl der vernichteten Gegnertruppen. Für viele Spieler war das wichtigste Ziel, Teil einer mächtigen Gilde zu sein und die meisten Hauptstädte zu kontrollieren.

## Gilden
In Castle of Heroes wurde das gemeinsame Zusammenspiel der Spieler untereinander mit sogenannten Gilden gefördert. Jede Gilde begann mit Stufe 1 und stieg auf, sobald die Mitglieder der Gilde ihren eigenen Ruhm steigerten. Als Mitglied einer Gilde konnte man gemeinsam mit seinen Gildenfreunden auch die fünf großen Hauptstädte von Castle of Heroes erobern und sie vor anderen Gilden beschützen. Zudem fanden häufig große Kriege zwischen den einzelnen Gilden statt, um die Dominanz der feindlichen Spielerbündnisse zu schwächen oder seine eigene zu festigen. Dabei konnte man sich als Teil einer Gilde gemeinsam gegen feindliche Angriffe gegen die Helden oder Burgen von Mitgliedern verteidigen, was dem Community-Effekt eines solchen Spieles zugutekam.

## Turm von Babel
Der „Turm von Babel“ war ein Weltgebäude, das von jedem Spieler einmal am Tag betreten werden konnte. Der Turm wurde im Zuge der Babel-Erweiterung eingeführt. Im Turm konnten sich Helden der Stufe 30 oder höher durch 40 Stockwerke des Turms kämpfen, wobei auf jeder Etage ein stärkerer Gegner auf den Helden wartete. Bei jedem gewonnenen Kampf wurde der Spieler mit Erfahrungspunkten belohnt und alle zehn Stockwerke erhielt er zudem ein wertvolles Ausrüstungsstück. Jede Etage war für den Helden schwieriger zu überstehen und es lauerten immer gefährlichere Monster auf ihn, je höher er den Turm erklomm. Nach jeder gemeisterten Begegnung konnte sich der Spieler entscheiden, den Turm zu verlassen, oder die nächste Etage zu besuchen. Wurde der Held aber in einem der Kämpfe besiegt, bevor er den Turm verließ, dann verlor er alle bis dahin im Turm gesammelten Erfahrungspunkte und Gegenstände.

## Bewertungen und Auszeichnungen
2009 erhielt Castle of Heroes den Jing Ling award als "bestes Browserspiel" in China.
- Thirteen1.com: Score 12/13
- Onrpg.com Score 8.0/10
- Ben Biggs: Castle Of Heroes. für: Total PC Gaming #30/2010, S. 68.